# Edicions Proa
Edicions Proa es una editorial española en lengua catalana que nació en Badalona, en 1928, de la mano de Josep Queralt y de Marcel·lí Antic, por sugerencia de Pompeu Fabra y bajo la dirección literaria del escritor Joan Puig. Su editor actual es Josep Lluch.

## Historia
En enero de 1939, cuando la Guerra Civil llegaba a su fin y las tropas franquistas estaban a punto de entrar en Barcelona, sus dueños marcharon al exilio y la editorial entró en una precaria rueda de resistencia llena de dificultades. Aun así, y establecida en Perpiñán, consiguió ir publicando hasta rebasar el número 100 de la colección más emblemática de su sello, Biblioteca A tot vent. El año 1983, Edicions Proa fue adquirida por Enciclopèdia Catalana y, dentro del conjunto de empresas editoriales que conforman el grupo y de acuerdo con su esencia histórica, asumió el objetivo de la publicación de obras literarias. El enero del año 2007, Edicions Proa y su equipo humano comenzaban una nueva etapa al entrar a formar parte del nuevo Grup 62, propiedad, a partes iguales, de los grupos Planeta y Enciclopèdia Catalana, y la entidad financiera La Caixa.
En 2019 crearon el premio Proa de Novela, que en su primera edición ganó Jordi Nopca.

## Colecciones
- Biblioteca A tot vent. Iniciada en 1928, alternó desde sus comienzos las traducciones al catalán de grandes maestros de la narrativa universal moderna (Charles Dickens, Fiodor Dostoyevski, Virginia Woolf, Marcel Proust) con textos de las promociones más jóvenes de la literatura catalana: aparecieron en ella novelas de Mercè Rodoreda, Miquel Llor,  Rafael Tasis, Maria Teresa Vernet o Ramon Xuriguera, entre otros. Diez años después de su creación, A tot vent había alcanzado los noventa y dos títulos; interrumpida por la Guerra Civil, la colección no fue retomada hasta 1950.[3]
- Els llibres de l'Óssa Menor